# Fiorano Canavese
Fiorano Canavese es una localidad y comune italiana de la provincia de Turín, región de Piamonte, con 883 habitantes.

## Evolución demográfica
| Gráfica de evolución demográfica de Fiorano Canavese entre 1861 y 2001 |
|                                                                        |
| Fuente ISTAT - elaboración gráfica de Wikipedia                        |